# Втори кръстоносен поход
Вторият кръстоносен поход (1147 – 1149) е военна експедиция, свикана през 1145 г. в отговор на падането на графство Едеса на 25 декември предната година в ръцете на владетеля на Мосул от династията Зенгиди. Едеса е първото владение, основано от кръстоносците по Светите земи по време на Първия кръстоносен поход (1095 – 1099), но е и първото, което мюсюлманите си възвръщат. Походът е свикан от папа Евгений III, който бил подтикнат към това от настояванията на Бернар от Клерво, и е първият, воден от крале – френския Луи VII и германския Конрад III, заедно с голям брой други европейски благородници. Армиите на двамата крале тръгват поотделно през Европа и срещат пречки от страна на византийския император Мануил I Комнин. След прекосяването на византийските територии, двете армии са разбити поотделно от селджукските турци. Двамата крале, заедно с остатъците от армиите си, достигат до Йерусалим и през 1148 г. участват в неуспешна атака на Дамаск. Походът на изток е загуба за кръстоносците и голяма победа за мюсюлманите.
Единственият успех идва извън Средиземноморието – през 1147 г., на път за Светите земи, кораби с фламандски, фризийски, нормански, английски, шотландски и няколко немски кръстоносци спират и помагат за превземането на Лисабон от маврите.

## Предистория

### Начало на ислямската офанзива
След Първия кръстоносен поход и последвалия кръстоносен поход от 1101 г., в Ориента съществуват три кръстоносни държави – Йерусалимското кралство, княжество Антиохия и графство Едеса. През 1109 г. е основана и четвърта – графство Триполи. Едеса е най-слабо населената и най-северната от тях, и постоянно е атакувана от заобикалящите я мюсюлмански държави, управлявани от Ортокиди, Данишменди и селджукски турци. Граф Балдуин II и бъдещият му приемник, Жослин дьо Куртене са пленени в битката при Харан през 1104 г. Графството успява все пак да спечели победа при Азас през 1125 г., но след смъртта на Жослин през 1131 г. (в една от поредните битки), неговия наследник Жослин II е принуден да сключи съюз с Византия.
През 1143 г. умират и византийският император Йоан II Комнин, и йерусалимският крал Фулк Младия (херцог на Анжу). В същото време Жослин II е в раздори с владетелите на княжество Антиохия и графство Триполи и на практика остава без съюзници.
Междувременно, през 1128 г., селджукът Имад ад-Дин Зенги, атабег на Мосул, присъединява Алепо (дн. Халеб) към владенията си. Градът е ключ към властта в Сирия, оспорван между владетелите на Мосул и Дамаск (управляван от Буридската династия). След неговото падане и Зенги, и Балдуин II насочват внимание към самия Дамаск. Той е обект на атака през 1129 г. от кръстоносците, но те са разбити пред стените на града. По-късно, при двете неуспешни обсади на Дамаск от Зенгидите през 1139 и 1140 г. неговите владетели Буридите се съюзяват с крал Фулк (договорът е уреден от хрониста Усама ибн Мункид).

### Падането на Едеса
В края на 1144 г. Жослин II се съюзява с Ортокидите. Той се присъединява с почти цялата си армия към предводителя им – Кара Аслан, в похода му срещу Алепо. Зенги, търсещ изгода от смъртта на крал Фулк, използва момента и обсажда Едеса. На 24 декември, след близо едномесечна обсада, градът се предава. От Йерусалим са изпратени на помощ Манасий Хиергски, Филип дьо Мили и други рицари, но те пристигат твърде късно.
Жослин II продължава да управлява останките на графството от крепостта Турбесел. Малко по малко, земите са продадени на византийците или просто завладени от тях.
В същото време, Зенги е възхвален като „защитник на вярата“ и al-Malik al-Mansur – „победоносен крал“. Въпреки страховете на кръстоносците, че той ще завладее и останалата част от графството или ще атакува и Антиохийското княжество, на Зенги се налага да се завърне в Мосул. През 1146 г. той отново обсажда Дамаск, но по време на обсадата е убит от франкски роб на име Яранкаш.
След убийството му, Жослин II се опитва да си върне Едеса, но през ноември същата година е разбит от сина на Зенги – Нур ад-Дин. Градът остава в ръцете на мюсюлманите.

## Реакцията на Запада

### Папската була
Новината за завладяването на Едеса е донесена в Европа от поклонници в началото на 1145 г., а после потвърдена от посланици от Антиохия, Йерусалим и Армения. Епископ Хю от Джабала съобщава вестта на папа Евгений III, който на 1 декември издава булата Quantum praedecessores, призовавайки към нов кръстоносен поход. Хю също така споменава за християнски крал далеч на изток, който би могъл да помогне на кръстоносните държави – това е първият документ, в който се среща името на Презвитер Йоан. Евгений не контролира Рим (всъщност той живее във Витербо) – въпреки това похода е определен да бъде по-добре организиран от първия: папата ще одобри избрани свещеници, армиите ще бъдат водени от най-могъщите крале на Европа, а пътя ще бъде планиран предварително.
Първоначалният отговор на призива е слаб – всъщност се налага булата да бъде преиздадена, когато става ясно, че френския крал Луи VII ще вземе участие в експедицията. Независимо от папата, той също е планирал нов поход – нещо, което е обявил пред двора си в Бурж през 1145 г. Спорно е дали Луи е планирал самостоятелен поход или само поклонничество – доколкото е искал да изпълни обета да отиде до Светите земи, даден от брат му Филип (но останал неизпълнен, поради преждевременната му смърт). Много вероятно е той сам да е стигнал до това решение, независимо от слуха за „Quantum Praedecessores“.
Във всеки случай, абат Сугерий, както и други благородници, не подкрепят плановете на Луи, заради това, че той ще бъде няколко години далеч от кралството. Владетелят се съветва с Бернар от Клерво, който го насочва към Евгений III. Папата ентусиазирано подкрепя похода на краля и преиздава булата на 1 март 1146 г. Той също така упълномощава Бернар да проповядва вестта из цяла Франция.

### Проповедите на Бернар от Клерво
На практика обаче, липсва такъв всеобщ ентусиазъм, какъвто има през 1095 и 1096 година (виж Първи кръстоносен поход). Все пак, Св. Бернар, един от най-известните и уважавани мъже на християнския свят по това време, намира за целесъобразно да обърне внимание на носенето на кръста като на ефикасно средство за получаване на опрощение за греховете и за постигане на божията милост.
На 31 март, в присъствието на Луи VII, абатът изнася проповед пред огромна тълпа. „Медогласният“ Бернар пуска в действие своята ораторска магия – мъжете се изправят на крака и закрещяват: „Кръстове, дай ни кръстове!“. За разлика от първия поход, новата авантюра привлича кралски особи като Елеонор Аквитанска (кралица на Франция), Тиери Елзаски (граф на Фландрия), Анри (бъдещият граф на Шампан), Робер I (граф на Дрьо и брат на краля), Алфонс I Тулузки, Уилям II (граф на Невер), Уилям дьо Варен (трети граф на Съри), Хю VII Лузинян (граф на Ла Марш) и голям брой други благородници и епископи. Но още по-голяма подкрепа походът получава от простолюдието. Няколко дни по-късно абатът пише на папата „Отворих устата си; говорих; и изведнъж се появиха безчет кръстоносци. Градове и села сега са пусти. Трудно ще се намери един мъж на седем жени. Навсякъде се виждат вдовици, чиито съпрузи все още са живи.“
Решено е кръстоносците да тръгнат до една година, през която да се приготвят и да бъде начертан пътя до Светите земи. Луи VII и Евгений получават подкрепа от владетелите, чиито земи трябва да прекосят – унгарския крал Геза II, краля на Сицилия – Рожер II и византийския император Мануил I Комнин, въпреки че Мануил I изисква кръстоносците да положат клетва за вярност към него, точно както преди години е постъпил дядо му – Алексий I Комнин.
Междувременно Бернар продължава да проповядва – в Бургундия, Горна Лотарингия и Фландрия. Също както и при първия поход, проповедите непреднамерено водят до погроми над евреи. Както изглежда, фанатичен немски монах на име Рудолф вдъхновява погромите срещу евреите в земите край Рейн и в градовете Кьолн, Вормс, Майнц и Шпайер, обвинявайки ги в това, че не подпомагат финансово спасението на Светите земи. Бернар и архиепископите на Кьолн и Майнц енергично се противопоставят на тези погроми, като абатът пропътува разстоянието от Фландрия до Германия, за да разреши проблема. Там той успешно успява да убеди по-голямата част от последователите на Рудолф да тръгнат след него. След това открива Рудолф в Майнц и го придумва да се върне в манастира си.
Докато все още е в Германия, през ноември 1146 г. абатът проповядва пред Конрад III, но кралят не се заинтересува от участие и Бернар продължава проповедите си в Южна Германия и Швейцария. Все пак, на връщане през декември, той спира в Шпайер, където в присъствието на Конрад изнася прочувствена церемония. В нея абатът от Клерво влиза в ролята на Христос и пита краля: „Човеко, какво трябва да сторя за теб, което още не съм сторил?“ Конрад не устоява и се включва в авантюрата с много от благородниците си, включително и Фридрих II, херцог на Швабия. Също както и във Франция по-рано, походът получава голяма подкрепа от простолюдието в Германия – с проповеди се включват и други монаси като Адам от Ебрах и Ото Фрайзингски.

### Други начинания

#### Срещу маврите
По същото време, папата нарежда и кръстоносен поход в Испания, въпреки че там от известно време вече се води война срещу маврите. Той дава на Алфонсо VII, крал на Кастилия, същите индулгенции (опрощаване), които дава и на френските кръстоносци. Както папа Урбан II през 1095 г., Евгений III подтиква испанците да се бият на собствена земя, вместо да се присъединят към похода на изток. Също така дава пълномощия на Марсилия, Пиза, Генуа и други градове да воюват в Испания, но убеждава повечето италиански държави и владетели (напр. Амедей III Савойски) да тръгнат на изток. Папата не иска и немския крал Конрад да участва, надявайки се вместо това на неговата подкрепа в спора за папството, но не може открито да му забрани да тръгне.

#### На Североизток
На 13 март (на среща във Франкфурт), немските принцове предлагат идеята за поход срещу езическите народи, наричани събирателно венди, живеещи по североизточната граница на Свещената Римска империя (предимно славяни). Войните на германците с вендите се водят от известно време, и това е достатъчен повод за Бернар да позволи даването на индулгенции за участие във Вендския поход. Абатът упълномощава принцовете да започнат авантюрата. На 13 април папата потвърждава похода, провеждащ се едновременно с тези в Испания и Палестина. Това начинание, по своята същност, не е от традиционен кръстоносен характер, доколкото то е скъпо и насочено срещу други езичници, а не срещу мюсюлмани, а също така не е свързано със защитата на Светите земи. Въпреки това, Вендския поход може да се счита за предвестник на Северните кръстоносни походи, за чието начало се смята призива на папа Селестин III през 1193 г.
Тези две авантюри представляват развитие в кръстоносните походи – те предоставят нови цели и арени за борба на християните-кръстоносци.

## Подготовка
На 16 февруари 1147 г. френските рицари се събират в Етамп, за да обсъдят пътя си. Немските рицари вече са решили да пътуват по суша през Унгария, тъй като Рожер II е враг на Конрад и морския път покрай южна Италия, на практика е неизползваем за тях. Много от френските благородници нямат доверие на пътя по суша, който ги води през земите на Византия, чиято репутация все още страда от разказите на кръстоносците от първия поход. Въпреки това е решено да последват Конрад, като тръгнат на 15 юни. Рожер II е засегнат и отказва да участва в начинанието. Във Франция, абат Сугерий и Уилям II, граф на Невер, са избрани за регенти, докато краля е на поход.
На 13 март, на гореспоменатата среща във Франкфурт, сина на Конрад – Фридрих IV, е избран за немски крал, като за негов регент е определен Хайнрих I, архиепископа на Майнц. Немските рицари планират да тръгнат през май, като се срещнат с французите в Константинопол.

## Походът в Испания и Португалия
В средата на май, от Англия отплават първите контингенти, състоящи се от фламандски, фризийски, английски, нормански, шотландски и няколко немски рицари – без да са предвождани от принц или крал. Те пристигат в Порто през юни и са убедени от местния епископ да продължат към Лисабон, закъдето вече се е насочил португалският крал Афонсу I, след като е узнал за кръстоносната флота. Тъй като походът в Испания е одобрен от папата и те така или иначе пак ще се бият с мюсюлмани, рицарите се съгласяват. Обсадата на Лисабон трае от 1 юли до 24 октомври, когато градът пада в ръцете на кръстоносците, които го плячкосват, преди да го предадат на Афонсу. Някои от рицарите се заселват в Лисабон, като Гилбърт от Хейстингс е избран за епископ, но през февруари 1148 г. повечето решават да продължат на изток. Тези, които остават, по-късно помагат за завладяването на Синтра, Алмада, Палмела и Сетубал, и им е позволено да останат на новозавоюваните земи. В същото време, испански войски, под предводителството на кастилския крал Алфонсо VII и Рамон Беренже, граф на Барселона, превземат Алмерия. През 1148 и 1149 г. са завладени и Тортоса, Фрага и Лерида.

## Походът на немските рицари
Немските рицари, събрани от Франкония, Бавария и Швабия, тръгват по суша, също през май 1147 г. Отокар III, маркграф на Щирия, се присъединява към Конрад във Виена, а унгарския крал Геза II най-накрая е убеден да ги пропусне невредими през земите си. Когато достигат земите на Византия, император Мануил I се страхува, че ще го нападнат и изпраща войски, за да се подсигури. Кратки схватки стават край Филипопол – с някои по-недисциплинирани немски рицари, и край Адрианопол, където византийски отряд се сблъсква с племенника на Конрад – бъдещия император Фридрих I. Положението става още по-лошо, когато в началото на септември част от войската загива в наводнение. На 10 септември немските кръстоносци все пак пристигат в Константинопол. Тук отношенията с Мануил I Комнин се обтягат още повече и рицарите са убедени да бъдат прехвърлени в Мала Азия, колкото е възможно по-бързо. Освен това, византийският император иска Конрад да остави част от войските си в помощ срещу атаките на Рожер II, който се възползва от възможността да плячкосва свободно градовете в Гърция. Кралят не се съгласява, въпреки че с Рожер са врагове.
В Мала Азия, Конрад решава, че няма да чака французите и напредва към Икониум (дн. турски град Кония), столица на селджукския Иконийски султанат. Армията е разделена на две части, но скоро едната от тях е почти унищожена от селджуките на 25 октомври 1147 г., в битка известна като „втора битка при Дорилея“. Турците използват типичната си тактика на отстъпление и контраатака на противниковата конница, впуснала се да ги преследва. Конрад започва бавно отстъпление към Константинопол, но войската му ежедневно е тормозена от селджуките, които постоянно атакуват ариегарда и изоставащите. Дори самия крал е ранен в една от схватките. Другата част от армията, водена от Ото Фрейзингски, тръгва на юг – по средиземноморското крайбрежие, но е унищожена по подобен начин в началото на 1148 г.

## Походът на френските рицари
Французите тръгват от Мец през юни 1147 г., водени от Луи, Тиери Елзаски, Рено I (граф на Бар), Амедей III Савойски и неговия полубрат Вилхелм V Монфератски, Уилям VII от Оверн и много други благородници. Войските са събрани от Горна Лотарингия, Бретан, Аквитания и Бургундия. Отрядите от Прованс, начело с Алфонс I Тулузки, решават да изчакат до август и да тръгнат по море. Във Вормс към краля се присъединяват още войски – от Нормандия и Англия. Армията следва пътя на Конрад относително мирно, с изключение на конфликта с унгарския крал Геза, който открива, че Луи VII е позволил на провалил се узурпатор на унгарския трон да се включи в похода. След това, вече на византийска територия, лотарингците, които са се откъснали напред от основната армия, влизат в сблъсък с изостанали отряди немски кръстоносци.
Въпреки първоначалните преговори между Луи и Мануил I, византийския император прекъсва военните действия срещу Иконийския султанат и подписва примирие със султан Масуд. Въпреки всичко, отношенията на Мануил с френската армия са по-добри отколкото с немските кръстоносци преди това, и Луи VII е посрещнат пищно в столицата на Византия. Някои от френските рицари се чувстват оскърбени от примирието на императора със селджуките и призовават за атака на Константинопол, но са обуздани от папските легати. Луи изчаква към него да се присъединят войските от Савоя, Оверн и Монферато (поели по суша през Италия, после по море от Бриндизи до Драч, след това отново по суша до Константинопол) и цялата армия се прехвърля през Босфора в Мала Азия. По традиция, положена от дядо му Алексий I, Мануил изисква от французите клетва, че ще върнат на Византия всяка територия, която завладеят. Те са окуражени от слуховете, че немските рицари са превзели Икониум, но Мануил отказва да даде войски в помощ на Луи, тъй като Рожер II, кралят на Сицилия, скоро е нападнал Византия и цялата армия на Мануил се прехвърля на Балканите. По този начин, и немските, и френските кръстоносци навлизат в Мала Азия, останали без византийска подкрепа, за разлика от първия кръстоносен поход.
Французите срещат останките от войската на Конрад в Никея, и немския крал се присъединява към армията на Луи. Те тръгват по пътя на Ото Фрайзингски по крайбрежието на Егейско море, и пристигат в Ефес през декември 1147 г. Там научават, че турците се готвят да ги атакуват. Също така и Мануил I Комнин изпраща пратеници, оплаквайки се от плячкосването и грабежите, които извършват войските на Луи в Мала Азия, и няма никаква гаранция, че византийците биха им помогнали срещу селджуките. Междувременно Конрад се разболява и се връща в Константинопол, където император Мануил лично се грижи за него. Луи, не обръщайки внимание на предупрежденията за атака, потегля с армията си от Ефес.
Турците наистина са чакали момента да атакуват, но в проведената малка битка близо до града, французите побеждават. Кръстоносците достигат Лаодикия (близо до днешния турски град Денизли) през януари 1148 г., само няколко дни след разгрома на армията на Ото в същия район. При подновяването на похода авангардът под командването на Амедей Савойски се отделя от основната армия и това спомага за разгрома на войските на Луи. Според Одон от Дейл, историк и участник в похода, самия крал се покачва на едно дърво и го спасява факта, че турците не го разпознават. Остатъците от кръстоносците се оттеглят към Адалия (дн. град Анталия), постоянно безпокоени от селджуките, които също така изгарят всичко наоколо, за да не могат французите да попълват запасите си. Луи иска да продължат по суша, но е решено да съберат флота в Адалия и да отплават за Антиохия. След едномосечно забавяне поради лошо време повечето от очакваните кораби въобще не пристигат. Кралят и приближените му взимат наличните кораби за себе си, а войската трябва да продължи по суша за Антиохия. По време на прехода останките от армията са изтребени напълно – от турците или от болести.

## Пътуването до Йерусалим
След кратко забавяне поради бури, Луи пристига в княжество Антиохия на 19 март, а по пътя умира Амедей Савойски – в Кипър. Кралят е приветстван от Раймон дьо Поатие, княз на Антиохия, който очаква Луи да му помогне срещу турците и да участва в похода срещу Алепо. Краля отказва, предпочитайки да завърши поклонничеството си до Йерусалим, отколкото да обърне внимание на военната страна на начинанието. Раймон, който е чичо на кралица Елеонор Аквитанска, заплашва Луи с развод, ако не му помогне. Кралят набързо отпътува за Триполи.
Междувременно, в началото на април, в Йерусалим пристига Ото Фрейзингски с останките от войската си, а малко след него и немският крал Конрад. Йерусалимският патриарх Фулк е изпратен да покани Луи да се присъедини към тях – по това време пристига и флотата, която е помогнала за превземането на Лисабон, а също така и провансалците на Алфонс Тулузки. Самият Алфонс умира по пътя – вероятно отровен от племенника си Раймонд II, владетел на графство Триполи, който се страхува от стремежите му към графството.

## Съветът в Акра
В Йерусалим вниманието на кръстоносците се насочва към Дамаск, предпочитана цел на йерусалимския крал Балдуин III и на тамплиерите. Конрад също е убеден да участва в похода. След пристигането на Луи, на 24 юни в Акра се събира Върховния съвет (Haute Cour) на кралство Йерусалим – това е най-грандиозната среща на съвета в цялото му съществуване. Представители на Свещената Римска империя са Конрад, Ото, Хайнрих II Австрийски, бъдещият император Фридрих I Барбароса и Вилхелм V Монфератски. Франция е представена от Луи, сина на Алфонс – Бертран, Тиери Елзаски и други, а Йерусалим – от крал Балдуин, кралица Мелисенда, патриарх Фулк, Раймон Провански (Велик магистър на хоспиталиерите), Манасий Хиергски (конетабъл на Йерусалим) и още много други. За отбелязване е, че не присъства никой от Антиохия, Триполи или покореното графство Едеса. Някои от французите смятат, че поклонничеството им е завършило и искат да се прибират у дома, а част от йерусалимските благородници посочват, че ще е глупаво да нападат Дамаск, техен съюзник срещу династията на Зенгидите. Въпреки това, Конрад, Луи и Балдуин настояват и през юли армиите се събират в Тиберия.

## Обсадата на Дамаск
Кръстоносците решават да атакуват града от запад, където овощните градини могат да им осигурят провизии. Армията пристига на 23 юли, с войските на Йерусалимското кралство в авангарда, французите на Луи – по средата и немските рицари на Конрад – в ариегарда. Мюсюлманите са подготвени за нападението и постоянно атакуват кръстоносците, напредващи през градините. Все пак те успяват да си пробият път и преследват защитниците до река Барада и Дамаск. Достигнали до стените на града, християните незабавно се заемат с обсадата му. Дамаск търси помощ от Сейф ад-Дин Гази I (владетел на Алепо) и Нур ад-Дин, атабега на Мосул. Междувременно везира на града, Муин ад-Дин Унур, опитва неуспешна атака срещу кръстоносците. И в двата лагера има конфликти: Унур няма доверие на едноверците си и се страхува, че ще превземат града, след като помогнат; от другата страна кръстоносците не могат да се споразумеят кой да получи Дамаск като владение след превземането му. На 27 юли, християнската армия решава да се премести от източната страна, която е по-слабо укрепена, но има и по-малко възможности за доставяне на продоволствие и вода. В този момент пристига Нур ад-Дин с войските си и вече е невъзможно да се завърнат на по-добрата си позиция. Първо Конрад, а след него и останалата армия решават да се оттеглят към Йерусалим. На 28 юли армията потегля, следвана от постоянно тормозещите ги с нападения турски стрелци.